# Бен Зискович
Бен Берл Зискович (фін. Ben Zyskowicz; нар. 24 травня 1954) — фінський політик, депутат Едускунти (фінського парламенту) від Національної коаліційної партії, з 27 квітня до 23 червня 2011 року — спікер фінського парламенту. Один з найвідоміших представників фінської єврейської громади.

## Біографія

### Походження, освіта
Бен Зискович народився 1954 року в єврейській родині в Камппі. Його батько, Абрам Зискович, був родом з Польщі; під час Другої Світової війни він потрапив до концентраційного табору Заксенгаузен; 1945 року, після звільнення з табору, з'ясувалося, що в живих не залишилося нікого з його родичів. Після війни Абрам Зискович переїхав до Швеції, де зустрів майбутню матір Бена, Естер Фрідман, яка була родом з Гельсінкі і походила з єврейської сім'ї; батьки Бена розмовляли мовою їдиш. Вони одружилися, а 1953 року разом з однорічною дочкою Кармелою (старшою сестрою Бена) переїхали до Фінляндії, де в Естер було багато родичів і знайомих.
Бен навчався в єврейській школі в Гельсінкі, потім у середній школі Тьольо, у районі Гельсінкі Тьольо, яку він закінчив 1973 року. Після школи навчався на юридичному факультеті Гельсінського університету, який закінчив 1978 року.

### Політична кар'єра
У Національну коаліційну партію Зискович вступив, ще навчаючись в школі, 1970 року, коли йому було 16 років. 1979 року його обрали депутатом фінського парламенту від Національної коаліційної партії, після чого став першим в історії фінським євреєм — депутатом парламенту. З 1990 до 1993 року був другим віцеспікером парламенту, з 1993 до 2006 року очолював парламентську фракцію своєї партії, 2007 року знову став другим віцеспікером парламенту.
27 квітня 2011 року обраний спікером фінського парламенту, змінив на цій посаді іншого представника своєї партії — Саулі Нііністе. За Зисковича віддали свої голоси 194 депутати з двохсот. 28 квітня 2011 року, виступаючи з промовою на першому засіданні парламенту нового скликання, Зискович звернув увагу депутатів на проблему збільшення соціальної нерівності, а також на необхідність зміцнити економіку і поліпшити ситуацію із зайнятістю. Оскільки, за традицією, пост спікера займає представник другої за величиною партії, після того, як 22 червня 2011 новим прем'єр-міністром Фінляндії став представник коаліційної Партії Юркі Катайнен, у парламенті відбулись вибори нового спікера; ним став представник соціал-демократів Ееро Гейнялуома.

### Сім'я
Дружина Бена Зисковича з 1982 року — представниця фінських татар Rahime Husnetdin-Zyskowicz.
Діти — Даніела (Daniela, рід. 1983) і Діна (Dinah, рід. 1985).